# Kritiker
En kritiker är person som mer eller mindre yrkesmässigt granskar exempelvis konstnärlig verksamhet, som till exempel konst, litteratur, teater, film och musik. Ibland benämns även personer som recenserar icke konstnärliga företeelser, såsom restauranger, kritiker.[källa behövs]
Kritiker kan även syfta på en person som klandrar något eller någon, exempelvis på grund av tillfälliga misstag och felaktigheter.